# Andris Purkalns
Andris Purkalns (Riga, 18 maart 1935) is een voormalig Sovjet basketbalcoach.

## Carrière
Purkalns was tien jaar assistent coach bij TTT Riga onder hoofdcoach Raimonds Karnītis. In 1986 werd hij zelf hoofdcoach bij dat team. Hij won met dat team één keer de European Cup Liliana Ronchetti in 1987. Ze wonnen van Deborah Milano uit Italië met 87-80.

## Erelijst coach
- European Cup Liliana Ronchetti: 1
  - Winnaar: 1987